# Ventus
Ventus (ヴェントゥス?, Ventusu), spesso indicato come Ven (ヴェン?), è un personaggio immaginario del franchise di videogiochi di Square Enix Kingdom Hearts. Sebbene sia comparso per la prima volta in Kingdom Hearts II e successivamente in vari altri titoli correlati, Ventus è stato introdotto nel prequel Kingdom Hearts Birth by Sleep del 2010 come uno dei tre protagonisti del gioco. Nella sua storia, Ventus viene presentato come il più giovane apprendista del Maestro Eraqus che lo addestra insieme a Terra ed Aqua per renderlo un esperto portatore del Keyblade.
Ventus venne progettato dal director della serie Tetsuya Nomura, il quale intendeva creare un personaggio con una connessione importante con il protagonista, Sora. Ha una forte somiglianza con Roxas, personaggio della serie anch'esso doppiato da Kōki Uchiyama in giapponese e Jesse McCartney in inglese.
Dopo il primo cameo di Ventus, Nomura ha dovuto chiarire che si trattava di due personaggi diversi e che il motivo di tale connessione sarebbe stato rivelato in Birth by Sleep.

## Apparizioni
Prima di essere introdotto in Kingdom Hearts Birth by Sleep, Ventus è comparso nei finali segreti di Kingdom Hearts II e della sua riedizione, Kingdom Hearts II Final Mix, nei quali lui e i suoi amici Terra e Aqua, avvolti in pesanti armature, combattono contro il Maestro Xehanort e Vanitas. Ventus fa inoltre un cameo in Kingdom Hearts 358/2 Days quando Xion assume le sue sembianze mentre combatte contro Xigbar dell'Organizzazione XIII. Ventus viene inoltre citato a più riprese da Xigbar in Kingdom Hearts II e 358/2 Days mentre Xemnas, il Nessuno di Xehanort, lo cerca nel Castello dell'Oblio. Birth by Sleep presenta Ventus come apprendista del Maestro Xehanort, il quale intende sfruttarne le capacità per utilizzare il χ-blade. A causa della riluttanza di Ventus a usare l'Oscurità, Xehanort la estrae forzosamente dal suo cuore creando Vanitas, ma danneggiando il ragazzo nel processo. Xehanort trasporta quindi il corpo esanime di Ventus alle Isole del Destino, dove il suo cuore viene sostenuto da quello di un Sora appena nato, che gli consente quindi di continuare a vivere. Xehanort decide pertanto di affidarlo alle cure del Maestro Eraqus insieme a Terra e Aqua, in quanto lo shock gli ha causato la perdita della memoria.
Dopo la fuga di Terra dalla Terra di Partenza, Vanitas spinge Ventus a inseguirlo. Dopo aver incontrato Xehanort, Ventus recupera i ricordi perduti, e apprende di essere necessario alla creazione del χ-blade. Ventus si rifiuta pertanto di combattere Vanitas, ma viene costretto dalle minacce di Vanitas. Il combattimento all'interno del Cimitero del Keyblade, che rende possibile la provvisoria realizzazione di un χ-blade incompleto, si conclude con un reciproco annientamento di Vanitas e Ventus, nuovamente esanime. Aqua, terminato la scontro, trasforma la Terra di Partenza nel Castello dell'Oblio, un luogo inaccessibile dove tenere al sicuro il corpo catatonico del ragazzo, mentre il suo cuore trova la strada per tornare da Sora, che accetta il cuore di Ventus nel suo corpo.
Ventus fa la sua apparizione in Kingdom Hearts Coded, dove Topolino, con cui Ventus fa amicizia nel gioco precedente, scopre che il suo cuore è collegato a quello di Sora. In Kingdom Hearts 3D: Dream Drop Distance, Sora assume brevemente la forma di Ventus in un sogno, e quando il suo cuore viene ferito, l'armatura di Ventus sembra proteggere il suo corpo. Un'illusione di Ventus è inoltre presente nel Regno dell'oscurità in Kingdom Hearts 0.2: Birth by Sleep – A Fragmentary Passage, un episodio giocabile incluso in Kingdom Hearts HD 2.8 Final Chapter Prologue .
Il gioco Kingdom Hearts Union χ, ambientato numerosi anni prima di Birth by Sleep, rivela che Ventus era un membro dei Denti di Leone e uno dei cinque leader delle Unioni scelti dopo la fine della Guerra del Keyblade. Ventus ritorna poi in Kingdom Hearts III dopo essere stato risvegliato da Sora, per poi riunirsi a Terra, Aqua e il suo Divorasogni Chirithy.

## Creazione e sviluppo
Durante la prima progettazione di Ventus, Tetsuya Nomura aveva già deciso che il personaggio doveva assomigliare a Sora o Roxas, e scelse quest'ultimo pensando che la rivelazione di Vanitas con l'aspetto di Sora avrebbe avuto un grande impatto sui giocatori. Nomura voleva che la personalità di Ventus assomigliasse più da vicino a quella estroversa di Sora, ma allo stesso tempo voleva che diventasse più serio man mano che il gioco progrediva così da distinguerli. Il nome di Ventus è apparso per la prima volta in un video promozionale dei giochi del Tokyo Game Show del 2006. Durante la realizzazione del finale di Final Mix, Nomura aveva sviluppato solo i retroscena di Terra, Aqua e Ventus e non il loro aspetto, ma dovette ugualmente completare il loro design per il cameo di fine gioco. Nomura non rivelò tuttavia le loro identità, limitandosi ad affermare che i tre personaggi erano collocati nel passato cronologico della serie di Kingdom Hearts.
Fu solo in seguito che Nomura dichiarò che il suo soprannome era Ven. Ventus è stato menzionato per la prima volta da Volontà Residua in Final Mix con il nome di Ven, sebbene il suo nome completo non fosse stato ancora rivelato. Era inoltre stata menzionata una connessione tra lui e Xemnas, ma il director volle lasciarla all'immaginazione delle persone poiché non poteva ancora rivelare la sua identità.
Nomura ha inoltre dichiarato che, nonostante le loro somiglianze, Roxas e Ventus non sono lo stesso personaggio. Inoltre, ha affermato che giocando a Kingdom Hearts Birth by Sleep, i giocatori sarebbero stati in grado di distinguere Roxas da Ventus e che il gioco esplora la sua vera personalità. In un'altra intervista, Nomura suggerì che i personaggi fossero collegati, in particolare a Sora, ma voleva che i fan immaginassero le ragioni di tale connessione. La guida Kingdom Hearts Birth by Sleep Ultimania ha chiarito la connessione, affermando che la somiglianza tra Roxas e Ventus è dovuta al fatto che il cuore di Ventus è entrato nel corpo di Sora e che la presenza di Ventus ha influenzato l'aspetto di Roxas quando è stato creato. Nelle prime versioni dello sviluppo, Nomura pianificava di far guarire il cuore spezzato di Ventus dal cuore di Sora prima che nascesse, ma dopo il feedback negativo dei colleghi d'oltremare, fu abbandonato.
Il nome di Ventus significa "vento" in latino; sia esso che la forma predefinita del suo Keyblade, Evocavento richiamano il tema del "cielo", come accade per Sora.
Durante lo sviluppo di Birth by Sleep, il team di Osaka incaricato di sviluppare il gioco suggerì che Ventus dovesse essere legato a Vanitas, cosa che a Nomura piacque poiché voleva introdurre più connessioni all'interno della storia; Il nome di Vanitas venne scelto per assonanza con il nome di Ventus. Nomura ha avuto problemi a progettare l'armatura per Ventus, Terra e Aqua, dal momento che il meccanismo di gioco per attivare la loro armatura non era stato perfezionato. Pertanto venne aggiunta una "X" ai loro vestiti come strumento per attivare l'armatura, oltre che per il fatto che era una delle parole chiave del gioco.
Dal punto di vista del gameplay, Ventus è stato progettato per essere il personaggio più semplice da utilizzare in Birth by Sleep, sebbene Nomura abbia consigliato ai giocatori che Ventus dovrebbe essere il secondo personaggio da scegliere per comprendere meglio la storia. Inoltre, il modo in cui Ventus brandisce il suo Keyblade alla rovescia ha lo scopo di mostrare le differenze di gioco tra il suo scenario e quello di Terra e Aqua Nomura osservò inoltre che l'incontro di Ventus con i personaggi Lea e Isa sia un evento importante del gioco, sperando che sia i nuovi arrivati che i giocatori più anziani lo trovino importante dal punto di vista di Ventus.

## Accoglienza
A causa della sua somiglianza con Roxas, numerose testate di videogiochi inizialmente ritennero che Roxas sarebbe stato uno dei protagonisti di Kingdom Hearts Birth by Sleep dopo aver visto una delle immagini di Ventus. Tuttavia, quando venne rivelato che i due erano personaggi separati, si continuò a discutere di quanto fossero simili e se ci fosse o meno una connessione tra loro. GamesRadar dichiarò di ritenere che ci sarebbe stata una connessione tra loro due e Sora. Anche Amanda L. Kondolojy di Cheat Code Central condivise le speculazioni sulle somiglianze tra i due, ma, in virtù dell'esistenza dei Nessuno nella serie, ritenne improbabile che si trattasse di coincidenze. Quando Jesse McCartney confermò che stava lavorando alla localizzazione inglese di Birth by Sleep, vari siti sospettarono che avrebbe doppiato Ventus, in quanto aveva prestato la voce a Roxas nei titoli precedenti.  La storia e le azioni del personaggio mostrate nelle dimostrazioni furono elogiate per essere "la versione più originale di Kingdom Hearts" e tuttavia "frustrantemente tradizionale".
Dopo l'introduzione di Ventus in Birth by Sleep, X-Play ha trovato il personaggio molto simile a quello di Sora a causa del suo atteggiamento amichevole. Kevin VanOrd dallo stesso sito ha elogiato il personaggio di Ventus per la sua personalità "benevola" e tuttavia non "fastidiosa". Il sito ha anche affermato che il tempo che i giocatori trascorrono a giocare con Ventus sarebbe risultato "gratificante", e ne ha apprezzato il doppiaggio inglese. Thomas Williams di PlayStation LifeStyle ha considerato il trio di Ventus, Terra e Aqua come una gradita aggiunta al franchise, trovando le loro storie divertenti sebbene i tre viaggiassero negli stessi mondi. Di tutt'altra opinione è stato PALGN, che ha reputato i tre personaggi poco attraenti, etichettando Ventus come " "un mero clone di Roxas, ma senza la sua personalità". In contrasto con i commenti di 1UP sulle azioni di Ventus nel mondo di Cenerentola, VanOrd ha commentato che tali interazioni sono "più fastidiose che turbolente".  Scrivendo per GamesRadar, Chris Antistaer ha definito Ventus un "clone di Roxas", affermando di non aver capito perché fosse apparso brevemente in Kingdom Hearts II. Bob Muir di Destructoid ha notato che i fan consideravano Ventus il personaggio più importante in Birth by Sleep a causa delle sue somiglianze con Roxas. Inoltre, Miur ha elogiato il lavoro di Jesse McCartney come doppiatore inglese di Ventus per aver reso la sua modalità storia più coinvolgente per i giocatori.